# Потин (город)
Потин (порт. Potim)  —  муниципалитет в Бразилии, входит в штат Сан-Паулу. Составная часть мезорегиона Вали-ду-Параиба-Паулиста. Входит в экономико-статистический  микрорегион Гуаратингета. Население составляет 17 895 человек на 2007 год. Занимает площадь 44,651 км². Плотность населения — 368,5 чел./км².
Праздник города —  19 мая.

## История
Город основан 30 декабря 1991 года.

## Статистика
- Валовой внутренний продукт на 2003 составляет 50.165.070,00 реалов (данные: Бразильский институт географии и статистики).
- Валовой внутренний продукт на душу населения на 2003 составляет 3.311,66 реалов (данные: Бразильский институт географии и статистики).
- Индекс развития человеческого потенциала на 2000 составляет 0,758 (данные: Программа развития ООН).